# Contea di Lincoln (Minnesota)
La contea di Lincoln in inglese Lincoln County è una contea dello Stato del Minnesota, negli Stati Uniti. La popolazione al censimento del 2000 era di 6 429 abitanti. Il capoluogo di contea è Ivanhoe